# فرانك بيريير
فرانك بيريير (2 فبراير 1984 في فرنسا - 13 أغسطس 2021) (بالفرنسية: Franck Berrier)‏ هو لاعب كرة قدم فرنسي في مركز الوسط. لعب مع أوستينده وزولته فاريجيم وستاندارد لييج ونادي بوفيه ونادي كان ونادي كاين.

## وصلات خارجية
- فرانك بيريير على موقع قاعدة بيانات كرة القدم.إي يو (الإنجليزية)
- فرانك بيريير على موقع Soccerway.com (الإنجليزية)
- فرانك بيريير على موقع AS.com (الإسبانية)